# 板橋西郵便局
板橋西郵便局（いたばしにしゆうびんきょく）は東京都板橋区にある郵便局。民営化前の分類では集配普通郵便局であった。

## 概要
住所：〒175-8799 東京都板橋区高島平3-12-1

### 併設施設
- ゆうちょ銀行板橋店（本店板橋出張所）：取扱店番号008500

## 沿革
- 1974年（昭和49年）10月21日 - 板橋西郵便局として、板橋区高島平三丁目に開局[1]。
- 1975年（昭和50年）7月1日 - 風景入通信日付印の使用を開始。
- 1998年（平成10年）9月1日 - 外国通貨の両替および旅行小切手の売買に関する業務取扱を開始。
- 2007年（平成19年）10月1日 - 民営化に伴い、併設された郵便事業板橋西支店、ゆうちょ銀行板橋店に一部業務を移管。
- 2012年（平成24年）10月1日 - 日本郵便株式会社発足に伴い、郵便事業板橋西支店を板橋西郵便局に統合。
- 2016年（平成28年）2月1日 - ゆうゆう窓口の24時間営業を廃止。

## 取扱内容

### 板橋西郵便局
- 郵便、印紙、ゆうパック、内容証明
- 生命保険、バイク自賠責保険、自動車保険、がん保険、引受条件緩和型医療保険
- 板橋区内の一部地域（〒175-xxxx）の集配業務
- ゆうゆう窓口

### ゆうちょ銀行板橋店
- 貯金、貸付、為替、振替、振込、国際送金、外貨両替、国債、投資信託、変額年金保険
- ATM

## 周辺
- 高島平団地
- 板橋区高島平区民事務所
- 高島平警察署
- 都立赤塚公園
- 大東文化大学 板橋キャンパス、大東文化大学第一高等学校
- 東京都立高島高等学校
- 東京都立高島特別支援学校

## アクセス
- 都営三田線 高島平駅（西口）から徒歩約7分
- 国際興業バス 赤塚公園停留所下車
- 首都高池袋線 高島平出入口から東へ約1.5km
- 駐車場あり：5台